# نادر نادرپور
نادر نادرپور (۱۶ خرداد ۱۳۰۸ – ۲۹ بهمن ۱۳۷۸) شاعر، نویسنده، مترجم و فعال سیاسی–اجتماعی اهل ایران بود. وی از اعضای کانون نویسندگان ایران بود.

## زندگی
او فرزند تقی میرزا از خاندان نادری‌پور (افشار) نوادگان رضاقلی میرزا پسر ارشد نادرشاه افشار بود. نادرپور دوره متوسطه را در دبیرستان ایرانشهر تهران تمام کرد و در سال ۱۳۲۸ برای ادامه تحصیل به فرانسه رفت. در سال ۱۳۳۱ پس از دریافت لیسانس از دانشگاه سوربن پاریس در رشتهٔ زبان و ادبیات فرانسه به تهران بازگشت.
وی از سال ۱۳۳۷ به مدت چند سال در وزارت فرهنگ و هنر در مسئولیت‌های مختلف به کار مشغول بود.
نادرپور در سال ۱۳۴۶ در کنار تعدادی از روشنفکران و نویسندگان مشهور در تأسیس کانون نویسندگان ایران نقش داشت و به عنوان یکی از اعضای اولین دوره هیئت دبیران کانون انتخاب گردید.
نادرپور به زبان فرانسوی آشنایی کامل داشت و شعرها و مقاله‌هایی را به زبان فارسی ترجمه کرد.
نادرپور پس از انقلابِ ۱۳۵۷ به آمریکا رفت و تا پایان عمر در این کشور به سر برد. وی سرانجام در روز جمعه ۲۹ بهمن ۱۳۷۸ در لس آنجلس درگذشت.
نمونه شعر
| هرآنکه ملک جهان را به بوسه‌ای نفروخت |  | حدیث آدم و فردوس را کجا دانست   |
| فدای نرگس شهلای نیم مست تو باد      |  | هرآنچه عقل تهیدست، پر بها دانست |

## مجموعه‌های شعر
- چشم‌ها و دست‌ها (۱۳۳۲ – ۱۳۲۶)
- دختر جام (۱۳۳۳ – ۱۳۳۱)
- شعر انگور (۱۳۳۵ – ۱۳۳۴)
- سرمه خورشید (۱۳۳۸ – ۱۳۳۶)
- گیاه و سنگ نه، آتش (۱۳۴۴ – ۱۳۳۹)
- از آسمان تا ریسمان (۱۳۴۹ – ۱۳۴۵)
- شام بازپسین (۱۳۵۵ – ۱۳۵۰)
- صبح دروغین (۱۳۶۰ – ۱۳۵۶)
- خون و خاکستر (۱۳۶۷ – ۱۳۶۰)
- زمین و زمان (۱۳۷۴ – ۱۳۶۶)

## ترجمه‌ها
- اشعار هوهانس تومانیان
همراه با «گ خننس» «ر. بن» «ه‍. ا. سایه»، تهران، ۱۳۴۸
- هفت چهره از شاعران معاصر ایتالیا (همراه با جینالا بریولاکاروزو)

با همکاری بیژن اوشیدری و فرناندو کاروزو، کتابهای جیبی، ۱۳۵۳

## گفتگو
طفل صدساله‌ای به نام شعر نو، گفتگو با صدرالدین الهی